# Ceolred

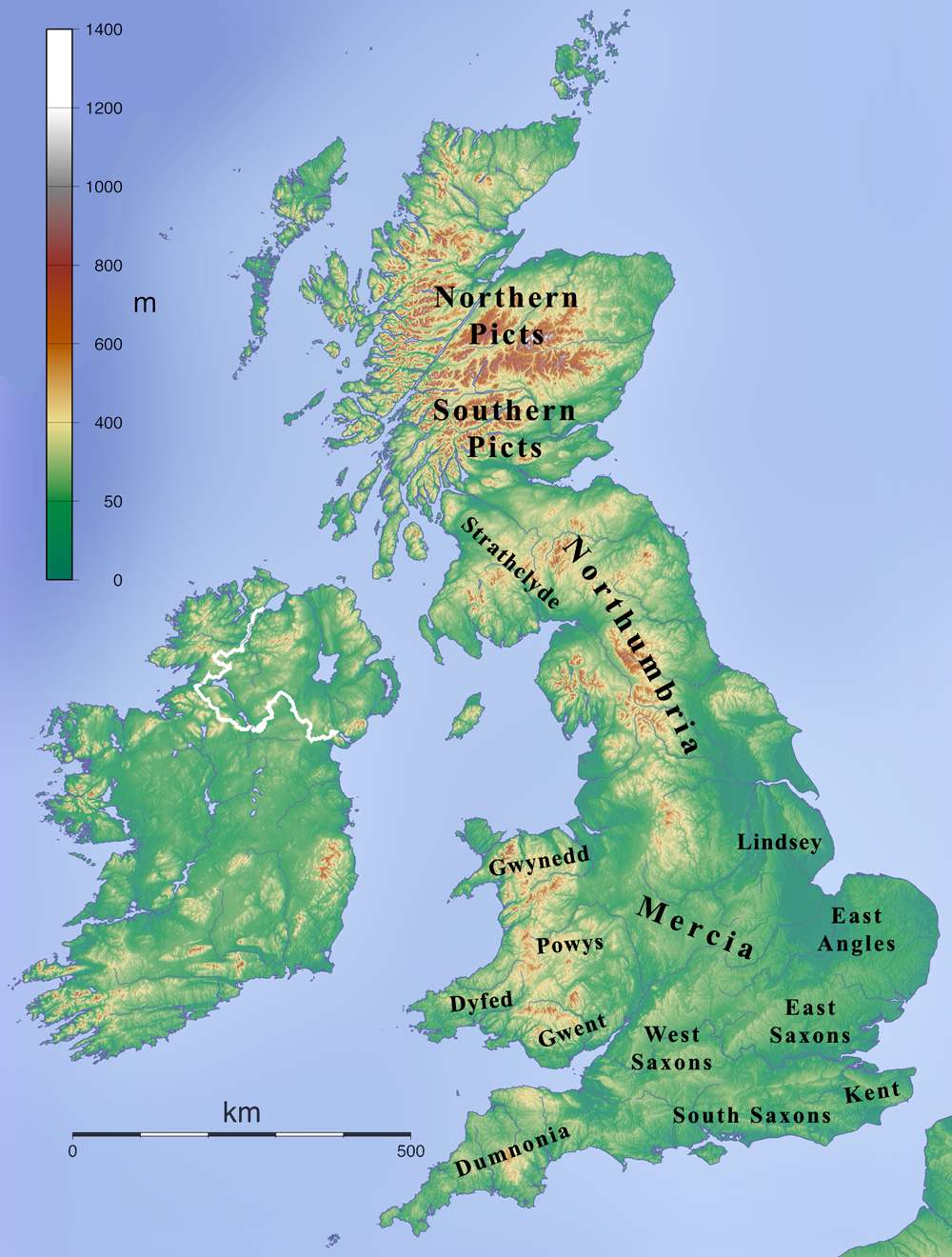
Els regnes de la Gran Bretanya a les darreries del segle VII

Ceolred (? - 716) fou rei de Mèrcia de 709 a 716. A finals del segle vii, Anglaterra era gairebé enterament dividida en regnes governats pels anglosaxons, que havien arribat a Gran Bretanya dos-cents anys abans. El regne de Mèrcia va ocupar el que avui són les Midlands, fent frontera amb Northúmbria al nord, Ànglia Oriental a l'est, i Wessex, el regne dels saxons de l'oest, al sud. Essex, el regne dels saxons orientals, incloïa Londres i limitava amb l'Ànglia Oriental i el regne de Kent.
La font principal d'aquest període és la Historia ecclesiastica gentis Anglorum escrita per Beda, completada cap al 731. Malgrat centrar-se en la història de l'església, aquesta obra proporciona informació valuosa sobre els primerencs regnes anglosaxons. Beda tenia informadors que li subministraren detalls de la història de l'església a Wessex i Kent, però sembla que Beda no tingué contacte directe amb Mèrcia. Les cartes de Ceolred, registrant donacions reials de terres a individus i a cases religioses, també sobreviuen, i la Crònica anglosaxona, compilada a Wessex a les darreries del segle ix, però incorporant material més antic.

## Ancestres i regnat

Arbre familiar de Ceolred

El pare de Ceolred, Æthelred, arribà al tron de Mèrcia el 675 a la mort del seu germà, Wulfhere. Æthelred abdicà el 704 i viatjà a Roma, deixant el regne al seu nebot Coenred, fill de Wulfhere.
El prestigi reduït tant de Ceolred com del seu predecessor, Coenred, podrien haver provocat malestar entre la noblesa merciana: Æthelbald estigué exiliat durant el regnat de Ceolred, i la supervivència d'hostilitats envers Ceolred podria indicar una insatisfacció més general amb la línia de govern.
El 709 Coenred abdicà a favor de Ceolred. Coenred viatjà a Roma i fou fet monjo pel Papa Constantí I. Els historiadors han generalment pres com a verídic els relats de Beda sobre l'abdicació de Coenred, però Barbara Yorke ha suggerit la possibilitat que no hagués renunciat al tron voluntàriament. Hi ha casos de reis forçats a abandonar el seu càrrec i fer-se monjos per poder-los substituir; un d'aquests fou el rei Osred II de Northúmbria, qui fou dut a un monestir a la força.
Ceolred era fill d'Æthelred, però la seva mare no va ser Osthryth, l'única muller d'Æthelred de la qual es té constància. Hauria accedit al tron essent encara jove. Bona part de les informacions sobre Ceolred són altament negatives, acusant-lo de delictes i immoralitat; cosa que podria reflectir una mala relació amb envers els interessos de l'Església. El 715, els mercis dirigits per Ceolred combateren una batalla al turó de Woden, no se sap si va ser contra els saxons de l'oest dirigits per Ine o bé amb ells contra un adversari desconegut, possiblement els britans; el resultat d'aquesta batalla és desconegut.

## Cartes
Ceolred confirmà una donació a Waldhere, el bisbe de Londres, provant que Londres estava fermament sota el senyoriu de Mèrcia. Més tard els reis de Mèrcia tractarien a Londres com la seva possessió directa, més que com una província governada per un rei vassall, però Ceolred no ho feu així. Possiblement han perviscut tres cartes genuïnes de Ceolred.

## Mort i successió
Al següent any Ceolred va morir; sant Bonifaci descrigué aquest episodi com si estigués en un frenesí embogit durant un banquet, "balbucejant amb dimonis i maleint als sacerdots de Déu". Æthelbald, membre d'una altra branca de la línia reial de Mèrcia que havia estat exiliat durant el regnat de Ceolred, el succeí. Ceolred es casà amb santa Werburga de Mèrcia i fou enterrat a Lichfield.